# جواب (صوت)
الجواب اصطلاحًا يشير إلى النغمات أو الطبقات الصوتية التي يكون ترددها أو مجالها الموسيقى  في أعلى  نهايات سمع الأذن البشرية وهو في الموسيقى يشير إلى النوتة الموسيقية المرتفعة أي الحادة.
ومن أمثلة أصوات الجواب  نغمات الجيتار، وصوت الأنثى، وصوت الفتيان الذكور إلخ...، وعادة ما تكون  الترددات التي يتم تعديلها بمفاتيح ضوابط طبقات القرار في الأجهزة الموسيقية السمعية بما يزيد عن 2  كيلوهيرتز. والجواب بهذا الوصف يعني ازدياد نسبي في عدد اهتزاز النبرات الصوتية وقد يعني عرفا السؤال الموسيقي الذي يوحي بعدم اكتمال الحدث..وهناك أيضا جواب الجواب ويعني الطبقة الصوتية الأعلى من الجواب ولكنها أقل من القرار.
ويعرف مصطلح الجواب في اللغات  اللاتينية الأصل بلفظ triplum أو مشتقاته (بالإنجليزية  treble) بمعنى الثالث وذلك للدلالة على  المجال الموسيقي الصوتي الثالث والأعلى أي الحاد في ترانيم القرن الثالث عشر.
ويستخدم تعديل مجال الجواب في استنساخ الصوت لتغيير مدى ارتفاع صوت  نوتة الجواب بما يتناسب مجال الترددات المتوسطة وترددات القرار.